# Soleymen Nasr
Souleymen Nasr (arab. سليمان نصر; ur. 24 lutego 1997) – tunezyjski zapaśnik walczący w stylu klasycznym. Dwukrotny olimpijczyk. Zajął piętnaste miejsce w Tokio 2020 w kategorii 67 kg i jedenaste w Paryżu 2024 w tej samej wadze. Zajął osiemnaste miejsce na mistrzostwach świata w 2023 roku.
Wicemistrz igrzysk afrykańskich w 2019. Srebrny medalista mistrzostw Afryki w 2018 i 2019; brązowy w 2016. Trzeci na mistrzostwach śródziemnomorskich w 2018. Srebrny medalista mistrzostw arabskich w 2018. Szósty na igrzyskach młodzieży w 2014 roku.